# Le Moulin de Pologne
Le Moulin de Pologne est un roman écrit par Jean Giono, publié entre juin et août 1951 dans la Revue de Paris, puis en 1952 aux Éditions Gallimard. Le livre a notamment reçu le prix du meilleur roman français au Grand Prix de Venise du roman international de 1953.

## Résumé
Le Moulin de Pologne est l'histoire d'une famille maudite contre laquelle le destin s'acharne.
Le Moulin de Pologne est une riche propriété campagnarde, proche d'un gros bourg de Provence, probablement inspiré de Manosque, lieu de résidence de Giono. Ce domaine encadre la tragédie qui, à l'intérieur du roman, couvre près d'un siècle. Un observateur plus impliqué qu'il ne le laisse entendre raconte d'abord l'arrivée dans la petite ville de M. Joseph, puis, des dizaines d'années auparavant, l'installation au Moulin de Pologne d'un veuf et de ses deux filles, les Coste. Avant de marier ses filles, le père confie son souci à l'entremetteuse qu'il a recrutée : il a perdu son épouse et ses deux fils dans des circonstances tragiques, lui faisant craindre pour ses filles une mort anticipée. Pour conjurer le sort, il cherche pour ses filles des maris « auxquels rien n'arrive jamais ».
Deux frères, qui ont les qualités requises, sont dénichés. Néanmoins une hécatombe de morts désespérantes ravage leurs familles, génération après génération, jusqu'à ce que ne survive qu'une seule descendante, Julie. Jolie et pleine de bonté, elle est victime de la sinistre réputation de sa famille et, dès son plus jeune âge, de la méchanceté des enfants. Elle en ressort mi-défigurée. Dès lors, elle vit à l'écart jusqu'à l'intervention de l'insaisissable et discret M. Joseph. Cet homme, étranger récemment installé au bourg, semble aux yeux des notables détenir une puissance presque occulte. Ses dérobades continuelles tourmentent les imaginations et forcent le respect.
Entre les mains de Julie et de M. Joseph, le Moulin de Pologne renaît. M. Joseph venge Julie (« La médiocrité de vos concitoyens est-elle certaine ? ») et fait défiler devant son épouse les notables qui jusqu'alors l'humiliaient de leur rire. Mais le sort veille sournoisement sur le destin des Coste...

## Analyse
Le parallèle avec les célèbres dynasties familiales de la Grèce antique frappées par le fatum (Atrides, Thèbes) ne constitue pas l'intérêt premier du roman. Le récit des décès qui s'enchaînent et de détails de leurs circonstances souvent tragi-comiques ne sont que de commodes moyens pour Giono de mettre à nu la psychologie de gens ordinaires, notamment celle du narrateur, un notable de province, qui a peu d'envergure et dont la vertu cardinale est la prudence.

## Appréciations
« Cet ouvrage tranche avec le reste de l'œuvre. Des épigraphes à chaque chapitre, un récit écrit par le narrateur, à peu près pas de paysage, peu de dialogues. C'est chez Giono le seul narrateur de ce type, le seul qui dégage une impression de malaise. La démesure est ici celle du destin, non des êtres. Tout se passe comme si Giono avait cherché à ajuster ensemble des éléments trop hétérogènes pour n'être pas incompatibles »

— Pierre Citron, Giono, éditions du Seuil, 1990, p.437-438

« Ce roman mérite bien une place à part dans l'œuvre de Giono. Il a divorcé d'avec la muse abusive qui lui a inspiré Le Poids du ciel et Le Serpent d'étoiles. Il a troqué Virgile et Lucrèce contre Stendhal qui ne quitte plus sa table de chevet. On retrouve l'atmosphère de Lucien Leuwen, pleine de clins d'œil et d'intelligence, de coups de pistolet, de coups de théâtre. Car le ressort de l'intrigue ne se détend jamais. Giono a employé le ressort plus puissant dont puisse disposer un écrivain, celui-là même de la tragédie grecque : la fatalité, le fatum, le destin. »

— Jean Farran